# Eusterinx fleischeri
Eusterinx fleischeri là một loài tò vò trong họ Ichneumonidae.